# Track-via-Missile
Track-via-Missile (TVM) bezeichnet eine Methode zur Lenkung von Flugabwehrraketen. Das Verfahren ist eine Mischung aus halbaktiver Radarlenkung (Semi-Active Radar Homing, SARH) und Funkfernsteuerung der Rakete.

## Technik
Wie auch beim SARH-Verfahren beleuchtet ein bodengebundenes Radar das Ziel. Sensoren in der Rakete registrieren die davon reflektierte Radarenergie und ermitteln daraus die eigene Lage relativ zum Ziel.
Anders als beim SARH-Verfahren berechnet die Rakete aufgrund dieser Daten nicht selbstständig ihren Abfangkurs, sondern sendet sie an ein bodengebundenes System zurück. Dort werden sie – falls nicht schon durch einen Prozessor in der Rakete – aufbereitet, mit den Daten der Boden-Erfassungssysteme zur Erstellung von Steuerdaten umgerechnet, und wie bei der Funkfernsteuerung, jedoch über das Radar an die Rakete gesendet, um diese ins Ziel zu lenken.

## Vorteile
- Vorteil gegenüber aktiver Radarlenkung ist, dass die Rakete selber keine Radarenergie aussendet und somit auch nicht von Radarwarnempfängern des Ziels geortet werden kann. Das Ziel weiß daher nicht, ob bereits eine Rakete im Anflug ist.

- Vorteil gegenüber dem SARH-Verfahren ist, dass die Elektronik, die den Abfangkurs berechnet, nicht in der Rakete verbaut werden muss. Dies macht die Rakete billiger und ermöglicht, nicht auf Restriktionen bezüglich Platz, Energiebedarf u. ä., denen in der Rakete verbaute Elektronik unterliegt, Rücksicht nehmen zu müssen.

- Vorteil gegenüber der Funkfernsteuerung ist, dass die Sensoren, welche die Lage der Rakete relativ zum Ziel feststellen, in der Rakete verbaut und daher viel näher am Ziel sind, als wenn sie am Boden verbleiben würden. Dies verbessert unter anderem die Störresistenz.

## Beispielsysteme
Viele moderne Flugabwehrraketensysteme setzen TVM ein. Beispiele sind:
- USA: MIM-104 Patriot
- Russland: S-300P, S-400 Triumf
- China: HQ-9
- Japan: Typ 03 Chū-SAM